# Rambala
Rambala est un corregimiento situé dans le district de Chiriquí Grande, province de Bocas del Toro, au Panama. En 2010, la localité comptait 1 682 habitants.

## Démographie
En 2010, elle avait une population de 1 682 habitants selon les données de l'Institut national des statistiques et du recensement et une superficie de 33,6 km2, ce qui équivaut à une densité de population de 50,06 habitants par km2.

### Statistiques ethniques
- 53,15 % mestizos
- 42,93 % chibchas[3]
- 3,92 % afro-panaméens[3]